# SeeFood
SeeFood (bra: SeeFood – Um Peixe Fora d’Água) é um filme de animação em computação gráfica produzido pelo estúdio Silver Ant e lançado nos cinemas da Malásia em 8 de março de 2012.

## Elenco
- Gavin Yap como Julius um Tubarão-galha-branca-oceânico
- Diong Chae Lian como Pup um filhote de Tubarão-bambu
- Christina Orow como Myrtle, uma tartaruga-verde
- Kennie Dowle como Octo
- Jason Daud Cottom como Larry um peixe-piloto
- Andrew Susay como Moe um peixe-piloto
- Brian Zimmerman como Curly um peixe-piloto
- Colin Chong como Lee um galo
- Adila Shahir como Heather uma galinha
- Tihriti Shabudin como Spoch um galo
- Rob Middleton como Herc um galo
- Chi-Ren Choong como Fatman
- Steven Tan como Lanky
- Maxwell Andrew como Pudgy
- Mike Swift como Murray uma moreia
- Jay Sheldon como Spin uma arraia
- Ramona Rahman como a Sra. Chong
- Amelia T. Henderson como Ruby